# فوزي أيوب صبري
فوزي أيوب صبري هو رجل أعمال سعودي ومهندس معماري يعمل في مجال تجارة السيارات، ويمتلك ويشغل منصب الرئيس التنفيذي الحالي لشركة العربة المتخصصة في صناعة السيارات وتصفيحها. تتركز نشاطات هذه الشركة في تجهيز السيارات الأمنية وتعديل السيارات وتجهيز المصفحات العسكرية والحافلات. وفي عام 2003 صنعت أول سيارة سعودية الصنع باسم العربة 1.

## سيرته
هو مهندس معماري يعمل في مجال تجارة السيارات، كان والده يشغل منصب وكيل وزارة المالية ويعد أحد مؤسسي بنك التسليف السعودي، بدأ فوزي في مجال المقاولات، ثم تحول إلى مجال السيارات، حيث بدأ برأس المال بقيمة 100 ألف ريال.
أسس فوزي شركة العربة، والتي انقسمت أنشطتها إلى قسم تجاري وقسم صناعي، فعمل القسم التجاري في معارض السيارات والخدمات البترولية، أما القسم الصناعي فعمل في مجال الصناعات التكميلية للسيارات المدنية والعسكرية المُصفحَّة وغير النُصفَّحة ثم تطورت أعمال الشركة لتشمل صناعة السيارات والحافلات ذات المواصفات الخاصة وسيارات الإسعاف، وصناعة الكرافانات المتنقلة، بالإضافة لتجهيز ورش الصيانة المتنقلة وتجهيز السيارات للمهام العسكرية الشاقة وإعدادها للتسليح حسب المواصفات العسكرية.
بيعت منتجات الشركة لجهات عسكرية ومدنية عديدة مثل وزارة الدفاع السعودية ووزارة الداخلية السعودية والحرس الوطني السعودي، بالإضافة لوزارة الخارجية السعودية ووزارة الخارجية القطرية، كما بيعت لقوات حلف الناتو المنتشرة في الخليج العربي، ومندوبي الاتحاد الأوروبي بدول الخليج العربي، وحراسات القصور الخاصة.
في عام 2003 تعاون فوزي أيوب صبري، مع ديليب شابريه، في صناعة أول سيارة سعودية الصنع باسم العربة 1، حيث تم تصنيع أجزاء السيارة الداخلية مع الغطاء الخارجي بواسطة مجموعة العربة السعودية وتجميعها أيضاً في السعودية، كما تعاون فوزي أيوب صبري مع جامعة الملك سعود في صناعة سيارة غزال 1، والتي عرضت في «معرض جنيف الدولي».